# خط سكة حديد

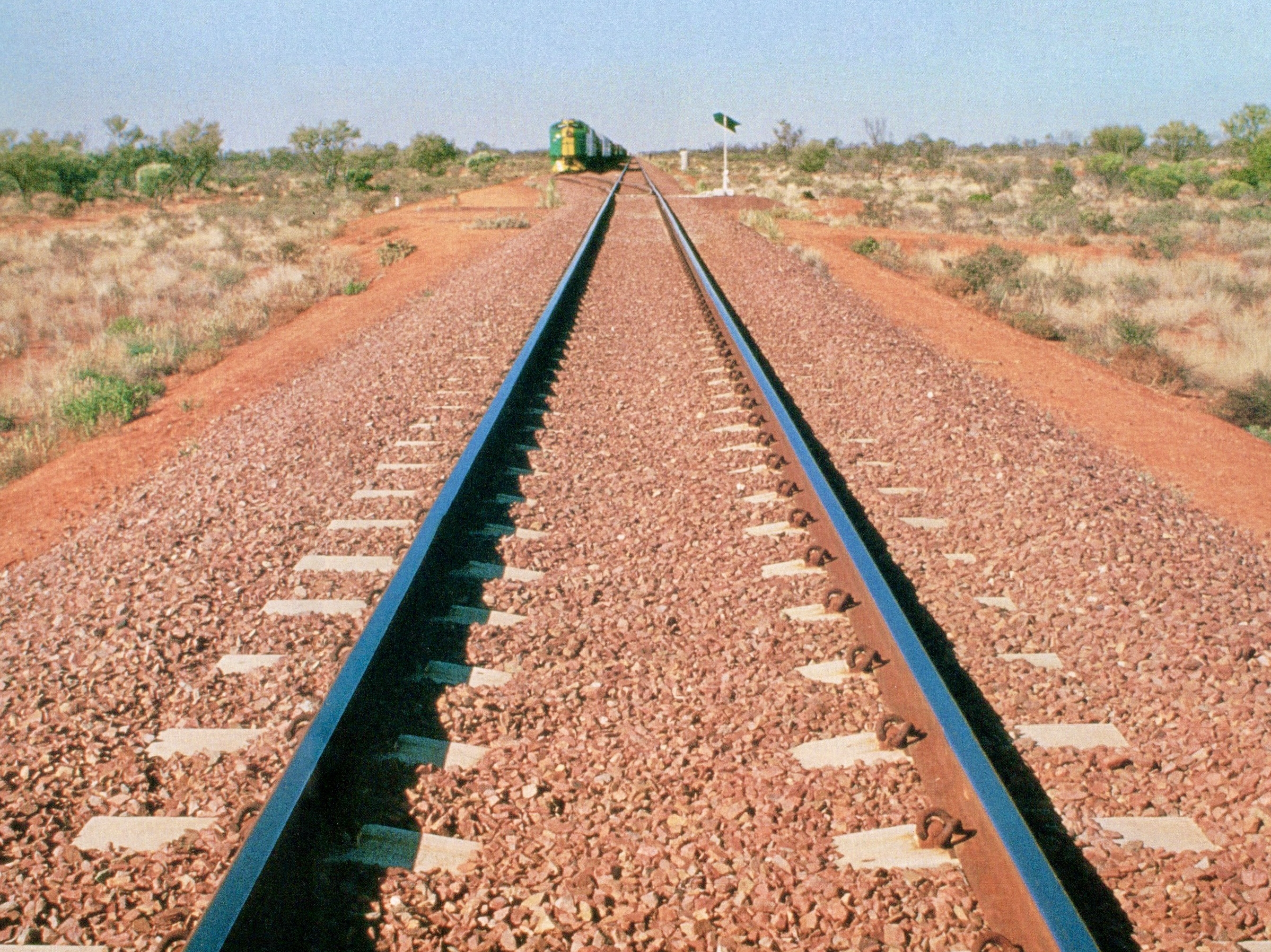
الممارسة المعاصرة الشائعة في بناء المسار، والتي تتميز بمستوى انتشار الصابورة بشكل جيد مع ظهور قمم من الروابط الخرسانية – السكك الحديدية الوطنية الأسترالية، 1982

خط السكة الحديد هو هيكل موجود على سكة حديدية ويتألف من القضبان والمثبتات والعواميد والصابورة (أو مسار البلاطة)، بالإضافة إلى الطبقة التحتية الأساسية. وهو يمكّن القطارات من التحرك من خلال توفير سطح يمكن الاعتماد عليه ومنخفض الاحتكاك يمكن للعجلات الفولاذية أن تتحرك عليه. شُيدت المسارات المبكرة بقضبان خشبية أو حديدية مصبوبة وعوارض خشبية أو حجرية. ومنذ سبعينيات القرن التاسع عشر، أصبحت القضبان مصنوعة من الفولاذ بشكل عام تقريباً.

## بنية خط السكة الحديد

### البنية التقليدية لخط السكة الحديد

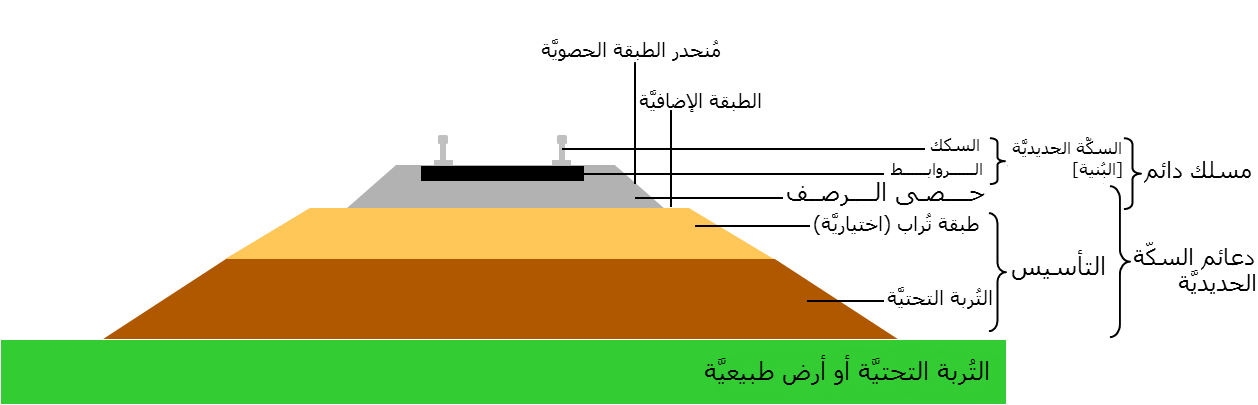
مقطع من خط سكة حديد وأساسه يوضح تراص الحصى وطبقات التشكيل. وتنحدر الطبقات قليلًا وذلك للمساعدة في الصرف.

كما أنّ معظم السكك الحديدية ذات الحركات المرورية الكثيفة تستخدم باستمرار القضبان الملحومة المُثَبَّتة على العوارض (أو الروابط) والمتصلة عن طريق صفائح قاعدية تقوم بتوزيع حِمل القطار. وعادةً توجد لبادة بلاستيكية أو مطاطية بين القضيب ولوحة الربط حيث يتم استخدام العوارض (أو الروابط) الخرسانية. ويتم تثبيت القضيب بالعارضة غالبًا عن طريق أربطةٍ مرنة، وذلك على الرغم من استعمال مسامير القطع على نطاقٍ واسعٍ في أمريكا الشمالية. وفي فترةٍ كبيرةٍ من القرن العشرين، استخدم خط السكة الحديد روابط من الأخشاب اللينة وقضبانًا مِفْصَلِيّة، وتظل نطاقات كبيرة من هذا النوع من خط السكة الحديد في الطرق الثانوية وما دونها. وفي أمريكا الشمالية وأستراليا، تكونت خطوط السكك الحديدية عادةً من قطاعٍ من قاعدةٍ مُسَطَّحة مُثَبَّتة في الروابط عن طريق مسامير ملتوية (dogspikes) من خلال لوح ربط مسطح، وفي بريطانيا وأيرلندا، تكونت عادةً من قطاعٍ عريض الرأس محمول داخل كراسي من حديد الزهر.

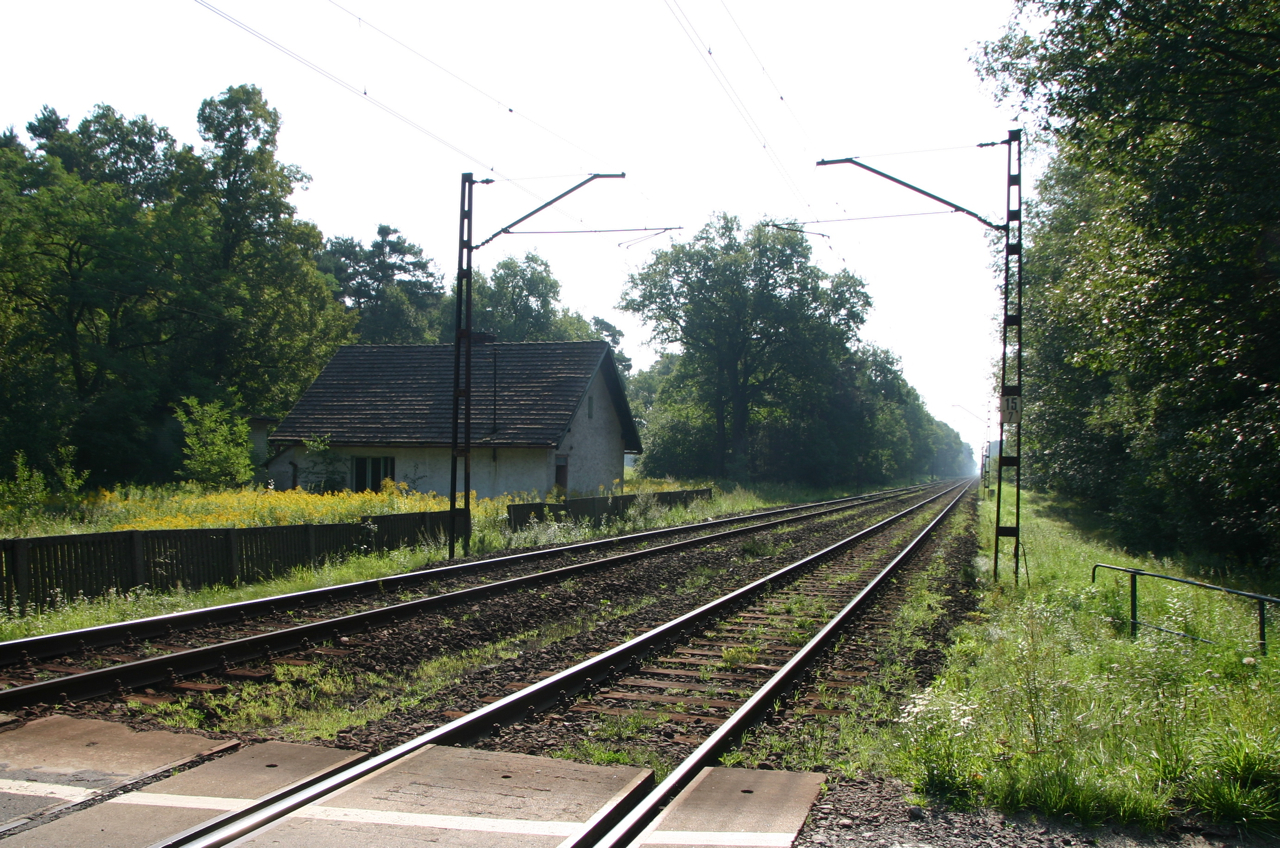

وقد استُخدمَت القضبان المِفْصَلِيّة سابقًا لعدم تقديم التكنولوجيا لأية بدائل أخرى. ومع ذلك أدى ضعف القدرة الأساسية على مقاومة التحميل العمودي إلى خفض دعم الحصى للسكة وزيادة عبء إجراءات الصيانة المفروضة لمنع حدوث أية عيوب هندسية غير مقبولة في المفاصل. كما تحتم دومًا أن يتم تشحيم المفاصل، كذلك فقد احتاجت التآكلات الناتجة عن كثرة الاستخدام والموجودة على الأسطح المتصلة من ماسكة القضبان (وصلة) إلى معالجة دورية عن طريق الحشو والتسوية. ولهذا السبب، يُعد خط السكة الحديد المِفْصَلِيّ أمرًا مُكَلّـِفًا بالنسبة لخطوط السكك الحديدية التي يتم استخدمها بصورةٍ مُكَثَّفة.
تُعد العوارض الخشبية أحد أنواع القطع الخشبية العديدة المتاحة، ويتم معالجتها غالبًا بالكريوسوت أو وكرومات النحاس زرنيخات (مادة كيميائية تتكون من الكروم والنحاس والزرنيخ) أو أي مادة أخرى لحفظ الأخشاب. وتُستخدم العوارض أو (الروابط) الخرسانية سابقة الإجهاد غالبًا حينما يندر وجود الخشب وعندما تكون الحمولة ثقيلة أو السرعة عالية. كما يُستخدَم الفولاذ في بعض التطبيقات.
ويكون حصى خط السكة الحديد عادةً عبارة عن صخورٍ مُحطَّمة، ويُعد الغرض من استخدامها هو تدعيم الروابط والسماح بتعديل مواضعها مع إتاحة الصرف الحر.

### خط السكة الحديدية الخالي من الحصى

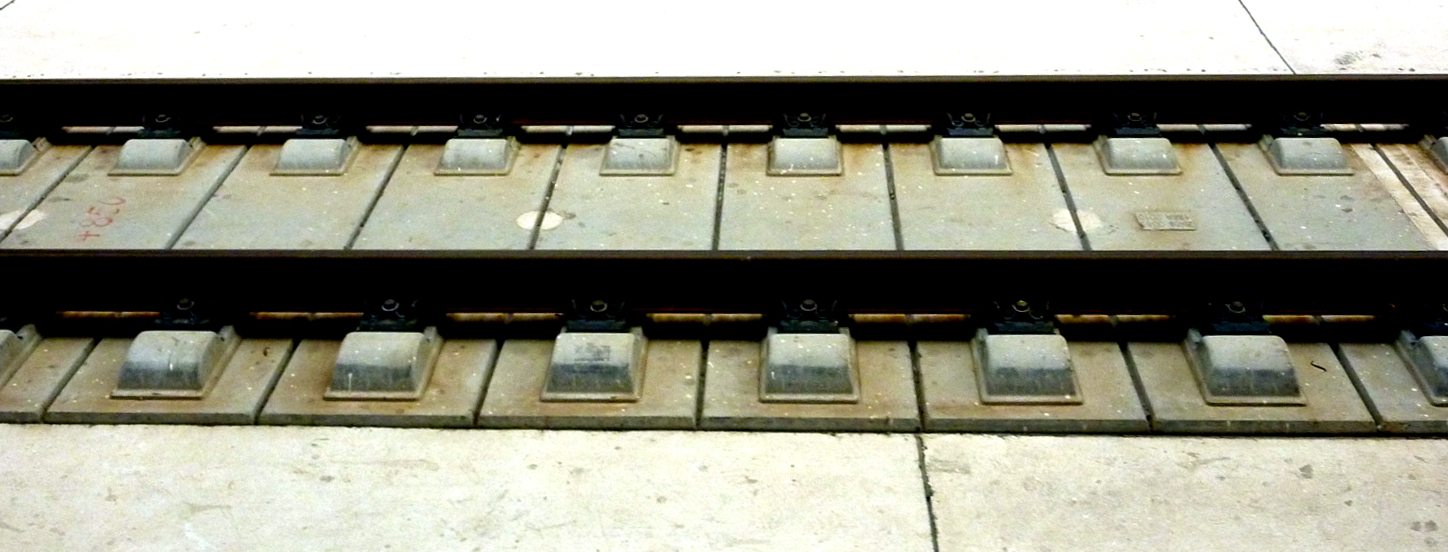
خط سكة حديد فائق السرعة بدون حصى في الصين

تُعد الحاجة المُلِحّة للصيانة الدائمة هي أحد عيوب بنايات خط السكة الحديد التقليدية، وخاصة التسطيح (أو الدكّ) والتبطين وذلك لاستعادة شكل خط السكة الحديد السطحي المرغوب فيه والمحافظة على سلاسة سير المركبة فوقه، كما يؤدي ضعف الأرض الطبيعية وأوجه قصور الصرف أيضًا إلى تكاليف صيانة مرتفعة، ويمكن التغلب على هذا عن طريق استخدام خط السكة الحديد بدون حصى، حيث يتكون الشكل الأبسط من هذا الخط من ألواح متتابعة من الخرسانة (مثل بنية الطريق السريع) مع وجود قضبان مُثَبَّتة مباشرةً على سطحها العلوي (عن طريق استخدام لبادة مرنة).
وهناك العديد من الأنظمة الملكية والتنوعات التي تشمل وضع ألواح خرسانية مقواة بشكلٍ مستمر أو استخدام الوحدات الخرسانية سابقة الصب والإجهاد والموضوعة على طبقة القاعدة، وقد تم طرح العديد من التصميمات التبديلية الأخرى.
ولكن يُعد خط السكة الحديد الخالي من الحصى مُكَلّـِفًا للغاية في بادئ الأمر، كما يتطلب الأمر إغلاقًا للطريق لمدة طويلة في حالة وجود سكك حديدية، ويمكن لتكلفته الكلية أن تكون أقل بسبب الانخفاض الكبير في متطلبات الصيانة، وعادةً ما يُعتبر خط السكة الحديدية الخالي من الحصى طريقًا جديدًا ذا سرعات وقدرات تحمل عالية للغاية، وأيضًا يُستخدَم في الامتدادات القصيرة التي تتطلب قوة إضافية (مثل محطة السكك الحديدية)، وفي الاستبدال المحلي حينما تكون هناك صعوبات استثنائية في عملية الصيانة كما هو الحال في الأنفاق على سبيل المثال.

### الخط المستمر المُثَبَّت طوليًا
استخدمت السكك الحديدية الأولى في حوالي أربعينيات القرن التاسع عشر خط السكة الحديد ذو الحوامل المتصلة حيث تم تدعيم القضيب على طوله، مثل السكة الحديدية ذات العوارض الخشبية لبرنل (Brunel) التابعة لشركة السكك الحديدية الغربية الكبرى، كما تم استخدامها أيضًا في السكك الحديدية لنيوكاسل وشيلدز الشمالية، وفي السكك الحديدية للانكشير ويوركشاير حتى الوصول إلى تصميم جون هاوكشو (John Hawkshaw)، وفي أماكن أخرى. كما طوّر مهندسون آخرون تصاميم للحوامل المتصلة، ولقد تمت تجربة هذا النظام في السكك الحديدية لــ بالتيمور وأوهايو في أربعينيات القرن التاسع عشر، إلا أن صيانته كانت أكثر غلاءً من صيانة الخطوط ذات الروابط المتقاطعة.
وتتضمن أحد التطبيقات الحديثة للسكك الحديدية المدعمة المتصلة 'خط السكة الحديد المرصوف المُضمن' لشركة بلفور بيتي (Balfour Beatty) والتي استخدمت شكلاً للقضبان مستطيليًا دائريًا (BB14072) مضمنًا في قاعدة خرسانية منزلقة الشكل (أو سابقة الصب) (تم تطويره في الألفينيات)، واستخدمت 'بنية السكك الحديدية المُضمنة'، التي انتشرت في هولندا منذ عام 1976، وفي البداية استخدمت أربعة وخمسين قضيبًا تقليديًا مضمنًا في الخرسانة للاتحاد الدولي للسكك الحديدية، ثم تطورت حتى استخدمت قضبان سكك حديدية AS على شكل 'المشروم'، كما تم تطوير نسخة للسكك الحديدية التي تستخدم القضبان المُدعمة بفولاذ خرسانة الأسفلت (2002).

## التطور التاريخي
تطورت خطوط السكك الحديدية خلال فترةٍ طويلة، بدايةً من السكك الحديدية الخشبية البدائية التي تم استخدامها في المناجم في القرن السابع عشر.

## القضيب

مقاطع عرضية لــقضيب مسطح القاعدة، والذي يمكن أن يرتكز مباشرةً على العوارض، وقضيب عريض الرأس يرتكز داخل كرسي (غير ظاهر)

تستخدم خطوط السكك الحديدية الحديثة عادةً الفولاذ المدلفن مع مقطع من عارضة I (I-beam) دائرية غير متماثلة، وبخلاف الاستخدامات الأخرى للحديد والفولاذ، تُعد قضبان السكك الحديدية معرضةً إلى إجهادات عالية ويجب تصنيعها من سبائك فولاذية عالية الجودة. ويستغرق الأمر عقودًا عدة لتحسين جودة المواد، بما في ذلك التغيير من الحديد إلى الفولاذ، وكلما كانت القضبان وباقي أعمال السكك الحديدية أثقل، استطاعت خطوط السكك الحديدية حمل قطارات أثقل وأسرع.
تتضمن نماذج قضبان السكك الحديدية الأخرى: القضيب عريض الرأس؛ والقضيب المخدد؛ وقضيب فيجنول (Vignoles rail) ('قضيب مسطح القاعدة')؛ والقضيب المشفه على شكل حرف "تي"؛ وقضيب الجسر (مأخوذ عن القضيب على شكل حرف «يو» المُستخدَم في خط السكة الحديد ذي العوارض الخشبية؛ وقضيب بارلو (Barlow) (على شكل حرف «في» معكوس)؛ والقضيب المخدد.
استخدمت خطوط السكك الحديدية في أمريكا الشمالية من منتصف إلى آخر القرن العشرين قضيبًا يبلغ طولها 39 قدم (11.89 م) وذلك حتى يمكن حملها بسهولة من وإلى موقع العمل في عربات السكة الحديدية (عربات مفتوحة) يبلغ طولها غالبًا 40 قدم (12.2 م) وكلما زادت أحجام عربات السكك الحديدية، زادت معها أطوال القضبان.

### القضبان الخشبية
صُنِعَت القضبان القديمة من الخشب ولكنها سرعان ما تآكلت، ويُعد الخشب الصلب مثل أنواع جارا (Jarrah) وكاري (Karri) أفضل من الخشب اللينمثل النوع فير (Fir)، واعتلت القضبان الحديدية والفولاذية العوارض الطولية مثل خط السكة الحديدية ذي العوارض الخشبية لبرنل، وتُعد هذه القضبان أخف مما يمكن أن تكون عليه وهذا بسبب تدعيم العوارض.

### تصنيف القضبان (الوزن)
يُصنف القضيب بوزنه على الطول المعياري، ويُمكن للقضيب الأثقل تدعيم أحمال محورية أكبر وسرعات أعلى للقطارات بدون إلحاق أضرار بصورةٍ أكبر من القضيب الخفيف ولكن بتكلفةٍ أعلى، وفي أمريكا الشمالية والمملكة المتحدة، يتم تصنيف القضيب بــالرطل لكل ياردة (عادةً يُكتب رطل أو lb)، ولذلك فإن قضيب يبلغ 130 رطلاً يزن 130 lb/yd (64.5 kg/m)، ويبلغ النطاق المعتاد 115 إلى 141 lb/yd (57.0 إلى 69.9 kg/m). في أوروبا، يُصنف القضيب بالكيلو جرام/متر ويبلغ النطاق المعتاد 40 إلى 60 kg/m (80.6 إلى 121.0 lb/yd)، وقد بلغ وزن أثقل قضيب ذي إنتاجٍ ضخم 155 pounds per yard (76.9 kg/m) وكان تابعًا لــسكك حديد بنسلفانيا، وتُعتبر المملكة المتحدة في عملية انتقال من التصنيف الملكي للتصنيف المتري للقضيب.

## القضبان المتصلة
تُصنع القضبان بأطوالٍ محددة وتحتاج إلى وصل نهايتها ببعضها البعض لعمل سطحٍ متصل تسير عليه القطارات، وتُعد الطريقة التقليدية لوصل القضبان هي عن طريق تثبيتها ببعضها البعض ببراغي وماسكات قضبان معدنية، وينتج عن هذا خط السكة الحديد المَفْصِلِيّ. وبالنسبة للاستخدام الحديث، وخاصة عندما تكون السرعات العالية مطلوبة، قد يتم لحم أطوال القضبان معًا لتكوين قضيب ملحوم متصل.

### خط سكة الحديد المَفْصِلِيّ

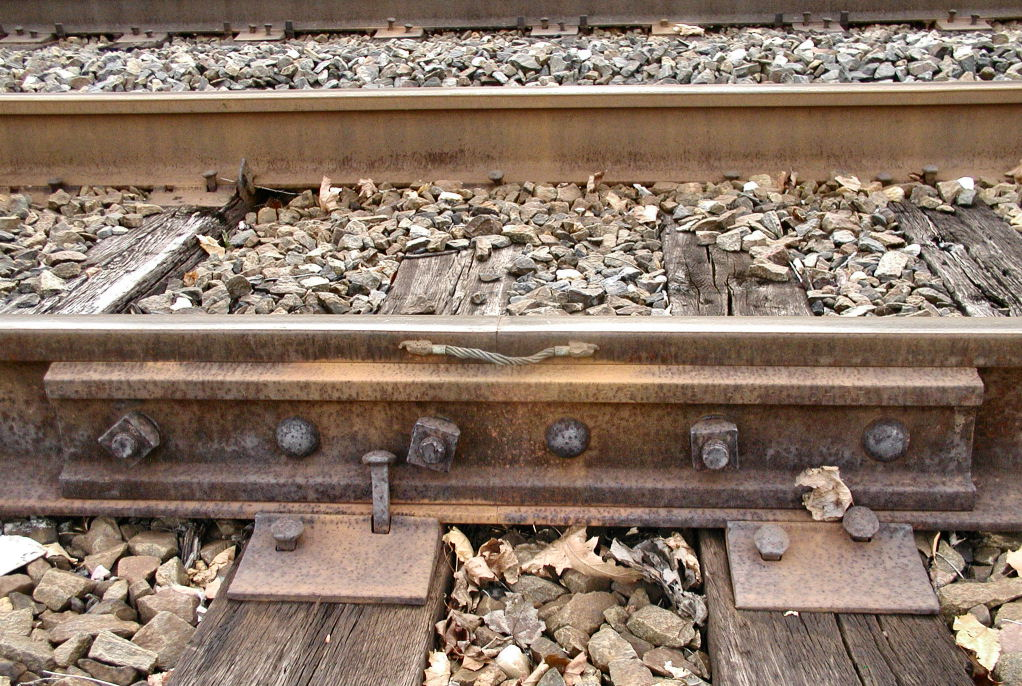
خط رئيسي مترابط بوصلة قضبان ذات ستة براغي في جزءٍ من القضيب يبلغ وزنه 155 lb/yd (76.9 kg/m). لاحظ كيف تكون البراغي موجهة عكسيًا لبعضها البعض وذلك لمنع الفصل التام للوصلة في حالة اصطدام عجلة القطار بها خلال خروجه عن السكة الحديد.

يُصنع خط السكة الحديد المَفْصِلِيّ من أطوال من القضبان، يبلغ طولها عادةً 20 م (66 قدم) (في المملكة المتحدة) وتبلغ 39 أو  78 قدم (12 أو  24 م) في (أمريكا الشمالية)، حيث يتم تثبيتها معًا ببراغي باستخدام ألواحٍ فولاذية مُثقبة، تُعرف باسم ماسكات القضبان (بالمملكة المتحدة) أو ألواح الوصل (بأمريكا الشمالية).
يبلغ طول ماسكة القضبان عادةً 600 مـم (2 قدم)، وتُستخدم عند نهاياتي كل قضيب وتكون مثبتة بالبراغي ببعضها البعض (عادةً أربعة براغي لكل وصلة وفي بعض الأحيان ستة)، وقد يتم تركيب البراغي في اتجاه عكسي نحو بعضها البعض، وذلك لأنه في حالة خروج القطار عن مساره واصطدام شفة العجلة بالوصلة، يتم كسر بعض من البراغي، الأمر الذي يحد من احتمالية الاصطفاف الخاطئ للقضبان مع بعضها البعض وتفاقم خطورة هذا الخروج عن السكة الحديد، (لا تُطبق هذه التقنية عالميًا، حيث تضع التصميمات البريطانية جميع رؤوس البراغي على نفس الجانب من القضيب.) وتُترَك فجوات صغيرة تُعرف باسم وصلات التمدد بشكلٍ مقصود بين القضبان لكي تسمح بتمدد القضبان في الطقس الحار، وتكون هذه الفتحات التي تمر خلالها براغي ماسكات القضبان بيضاوية الشكل لكي تسمح بحركة التمدد.

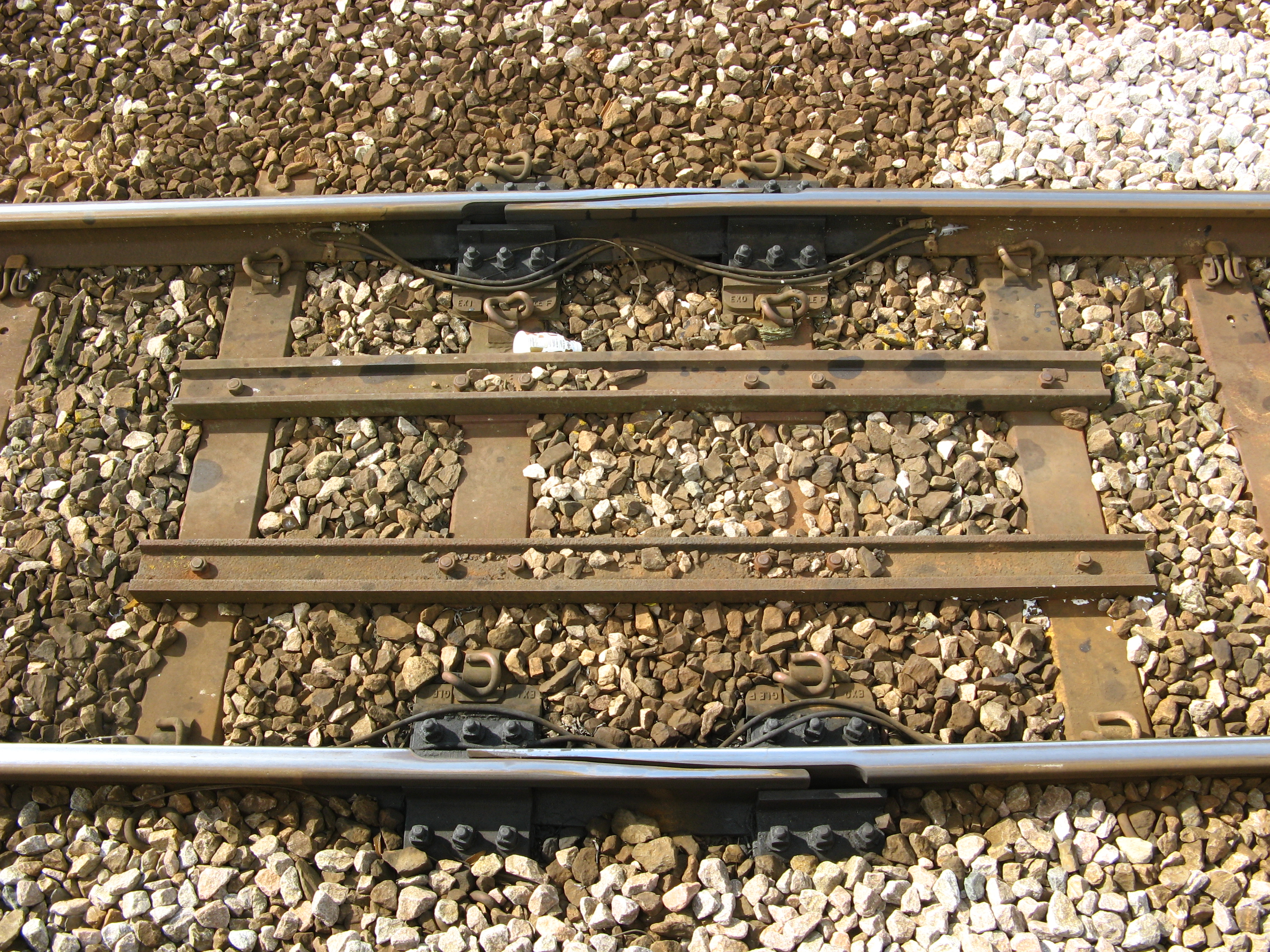
وصلة تمدد في خط السكة الحديد الرئيسي لكورنوال، إنجلترا

كانت التصميمات البريطانية تقوم بتركيب ماسكات القضبان عند نقطة التقاء كل قضيبين ببعض، بينما تقوم تصميمات أمريكا الشمالية بتركيبها خلافًا لبعضها البعض.
ونظرًا لوجود هذه الفتحات الصغيرة المتروكة بين القضبان، تُحدِث القطارات صوت «طقطقة» عند مرورها على خطوط السكك الحديدية المَفْصِلِيّة، وإن لم تكن هناك صيانة سليمة لخط السكة الحديد المَفْصِلِيّ، حينئذٍ لا يمتلك الخط الجودة المطلوبة للقضيب الملحوم ويكون غير مُفضّل للقطارات فائقة السرعة، ولكن لا يزال خط السكة الحديد المَفْصِلِيّ مُستخدَمًا في دولٍ عديدة في خطوط السكك الحديدية الأقل سرعة وفي التحويلات، ويُستخدم على نطاقٍ واسعٍ في الدول الفقيرة بسبب تكلفة البناء المنخفضة والمعدات البسيطة المطلوبة لتركيبه وصيانته.
تُعد الشروخ الموجودة حول فتحات البراغي مشكلةً رئيسيةً في خط السكة الحديد المَفْصِلِيّ، والذي يمكن أن يؤدي إلى كسر رأس القضيب (سطح السير)، وكان هذا هو السبب الرئيسي وراء حادثة قطارات سكة حديد هيذر جرين والتي جعلت السكك الحديدية البريطانية تبدأ في تحويل معظم خطوط السكك الحديدية لديها إلى قضبانٍ ملحومةٍ متصلة.

#### الوصلات المعزولة
عندما توجد الدوائر الكهربائية لخطوط السكك الحديدية لأغراض الإشارة، تكون وصلات الغلق المعزولة مطلوبة في ذلك الوقت، وتُشكل ضعفًا للوصلات العادية، بينما تُزيد الوصلات المُلصقة المصنوعة خصوصًا من القوة مرة ثانية، حيث تكون كل الفجوات مملوءة براتنج الإيبوكسي.
وكبديلٍ للوصلة المعزولة، يمكن تشغيل دوائرالترددات الصوتية الكهربائية للسكك الحديدية باستخدام دائرة كهربائية مُقفلة مضبوطة مكونة بطول 20 مترًا من القضيب كدائرة عزل كهربائية، ويُعد العداد المحوري بديلاً آخر حيث يمكنه تقليل عدد الدوائر الكهربائية للسكك الحديدية ومن ثم تقليل وصلات القضبان المعزولة المطلوبة.

### قضيب متصل باللحام

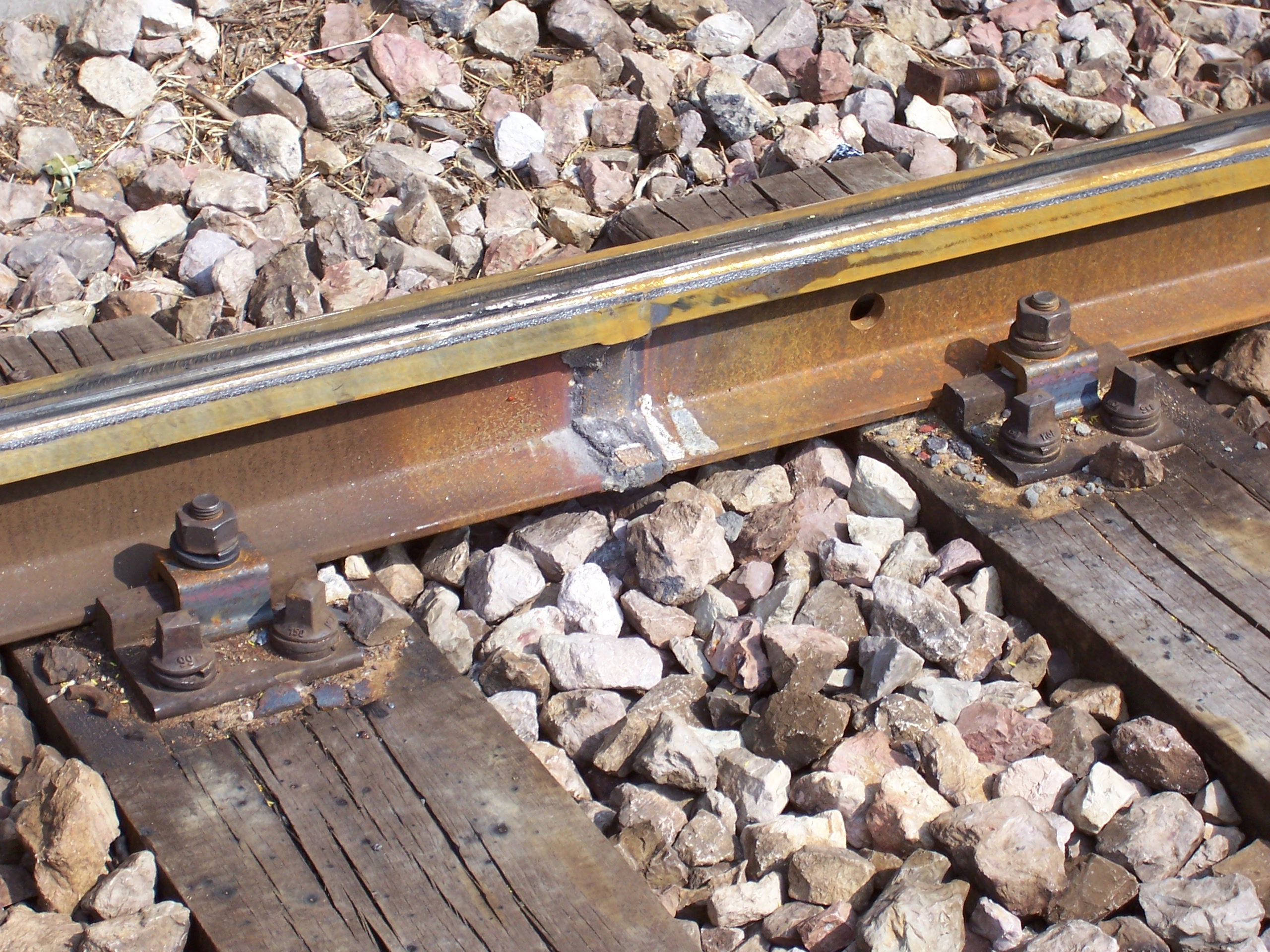
وصلة قضيب سكة حديد ملحومة

تستخدم معظم سكك الحديد الحديثة طريقة القضيب المتصل باللحام (CWR)، والتي يُشار إليها أحيانًا بـ قضبان الشريط، وفي هذا النوع من خطوط سكك الحديد، يتم لحم القضبان معًا عن طريق استخدام لحام ومضي تناكبي لتشكيل قضيب متصل واحد قد يصل طوله إلى العديد من الكيلو مترات أو عن طريق استخدام لحام الثرميت لإصلاح أو لصق قطع القضبان المتصلة باللحام (CWR) الموجودة معًا، ونظرًا لوجود القليل من الوصلات، يُعد هذا الشكل من خطوط السكة الحديد قويًا للغاية كما يتيح قيادةً سلسة بالإضافة إلى أنه لا يحتاج إلى الكثير من الصيانة؛ حيث تستطيع القطارات السفر عليه بسرعاتٍ أعلى وباحتكاكٍ أقل، ولكن تُعد تكلفة وضع القضبان الملحومة أعلى من تكلفة خطوط سكك الحديد المَفْصِلِيّة، على الرغم من أن تكلفة صيانتها أقل بكثير، وتم استخدام أول خط سكة حديد ملحوم في ألمانيا عام 1924، وفي الولايات المتحدة عام 1930، ثم أصبح شائعَ الاستخدامِ في الخطوط الرئيسية منذ خمسينيات القرن العشرين.
تُعد عملية اللحام الومضي التناكبي هي المُفضلة؛ حيث إنها تتضمن استخدام ماكينة وضع آلية لخطوط السكك الحديدية تعمل باستخدام تيار كهربائي قوي من خلال النهايات المتلامسة لقطعتي قضيب غير متصلتين، وتصبح النهايات ساخنة لدرجة الابيضاض نتيجة المقاومة الكهربائية، ثم يتم ضغطها معًا لتشكيل قطعة لِحامٍ قوية، أما لحام الثرميت فهو عملية يدوية تتطلب بوتقة رد فعل وقالبًا لاحتواء الحديد المنصهر، بالإضافة إلى أن الوصلات المربوطة بالثرميت لا يُعتمد عليها كثيرًا، كما أنها أكثر عرضة للصدع أو الكسر.[بحاجة لمصدر]
إن لم يتم تقييد القضبان، فستتمدد في الطقس الحار وتنكمش في الطقس البارد، ومن أجل توفير هذا القيد يتم منع القضيب من الحركة المتعلقة بالراقدة أو الفلنك وهي (عارضة دعم خط السكة الحديد) عن طريق استخدام ماسكات ومُثبِّتات، ويشيع استخدام المُثبِّتات أكثر في الفلنكات الخشبية، بينما يتم تثبيت معظم الفلنكات الصلبة أو الأسمنتية في القضيب باستخدام ماسكات خاصة تقاوم حركة القضيب الطويلة، ولا يوجد حد نظري لما يمكن أن يصل إليه القضيب الملحوم من طول. وعلى الرغم من كل ذلك، فإذا كان كلٌ من القيد الطولي والجانبي غير كافيين فمن الممكن أن يصبح خط السكة الحديد مُعوَّجًا في الطقس الحار ويتسبب في خروج القطار عن مساره، ويُعرف الاعوجاج نتيجة التمدد الحراري في أمريكا الشمالية باسم الالتواء الشمسي، وفي غيرها من الأماكن باسم الانبعاج، أما انكسار القضيب نتيجة الانكماش المرتبط بالبرد في أمريكا الشمالية فيُعرف باسم الجزء المنفصل، ويجب الانتباه لضغط الصابورة بشكلٍ فعَّال، ويشمل الضغط أسفل الفلنكات وبينها وعند نهاياتها، وذلك لمنع الفلنكات من التحرك، ولابد من القيام بمعايناتٍ خاصة في الطقس شديد الحرارة لمراقبة أجزاء من خط السكة الحديد والمعروف عنها أنها تمثل إشكالية.
بعد وضع قطع جديدة من القضبان أو استبدال القضبان المَعيبة (لحمها)، يمكن ضغطها صناعيًا إن اختلفت درجة حرارة القضيب أثناء الوضع عن الدرجة المرغوب فيها، وتتضمن عملية الضغط إما تسخين القضبان لجعلها تتمدد أو مدّ القضبان بمعدات هيدروليكية، ثم تثبيتها (مسكها) بالفلنكات بعدما تمددت، وتضمن هذه العملية أن القضيب لن يتمدد أكثر من ذلك في طقسٍ حارٍ لاحق، وفي الطقس البارد تحاول القضبان أن تنقبض، ولكن لا يمكنها ذلك حيث إنها تكون مُثبتَّة بشدة، وفي الواقع، فإن القضبان المضغوطة تشبه إلى حدٍ ما قطعة مرِنة ممتدة تم تثبيتها بشدة.
يتم وضع القضيب المتصل باللحام (وتثبيته كذلك) في متوسط درجات الحرارة القصوى التي يشهدها هذا الموقع تقريبًا (وتُعرف باسم «درجة حرارة القضيب المحايدة»)، وتهدف طريقة التركيب هذه، بجانب القوة العادية لبنية خط السكة الحديد، إلى منع خطوط السكك الحديدية من الانبعاج في حرارة الصيف أو الانفصال إلى أجزاءٍ في برودة الشتاء. وفي أمريكا الشمالية، تُمثل القضبان المكسورة مشكلةً ولكن ليس كتلك التي تمثلها الالتواءات الحرارية؛ وذلك لأنه يتم اكتشافها عادةً من خلال نظام الإشارات، بينما لا يتم اكتشاف الالتواءات الحرارية.
يتم استخدام الوصلات في القضيب المتصل باللحام عند الضرورة، وتُستخدم عادةً في فراغات دائرة الإشارة، فبدلاً من الوصلة التي تمر بخطٍ مستقيم عبر القضيب، يتم تقطيع نهايتي القضيب أحيانًا بزاوية لإعطاء انتقال أكثر سلاسة، وفي الحالات القصوى، كما في نهاية الجسور الطويلة يُشكِّل مفتاح التحويلة (والذي يُشار إليه في أمريكا الشمالية وبريطانيا بــوصلة التمدد) طريقًا سلسًا للعجلة في حين أنه يسمح لنهاية قضيب واحد بالتمدد متعلقًا بالقضيب التالي.

## دعم القضيب (الفلنك/الرابطة)
تُعد رابطة السكة الحديد (وتُسمى أيضًا رابطة متقاطعة في أمريكا الشمالية، أو فلنك السكة الحديد بخارج أمريكا الشمالية) شيئًا متعامدًا يتم دعم القضبان عليه وتثبيتها، وتلعب الرابطة دورين أساسيين وهما: نقل الأحمال من القضبان إلى صابورة خط السكة الحديد والأرض أسفلها، وإمساك القضبان بجزء العرض الصحيح (أي الحفاظ على عرض قضيب السكة الحديد)، ويتم وضع الروابط عامةً بشكلٍ (عمودي) عَرضي على القضبان.

### تثبيت القضبان على روابط السكة الحديد
توجد طرق متنوعة لتثبيت القضيب على الفلنك (أو رابطة السكة الحديد)، وقد أفسحت المسامير عبر التاريخ مساحةً لإلقاء الكراسي الحديدية وجعلها مُثبتة على الفلنك، وتُستخدم مؤخرًا مسامير (مثل ماسكات شركة باندرول الماسكات) لتثبيت القضيب على كرسي الفلنك.

## خط سكة حديد متنقل

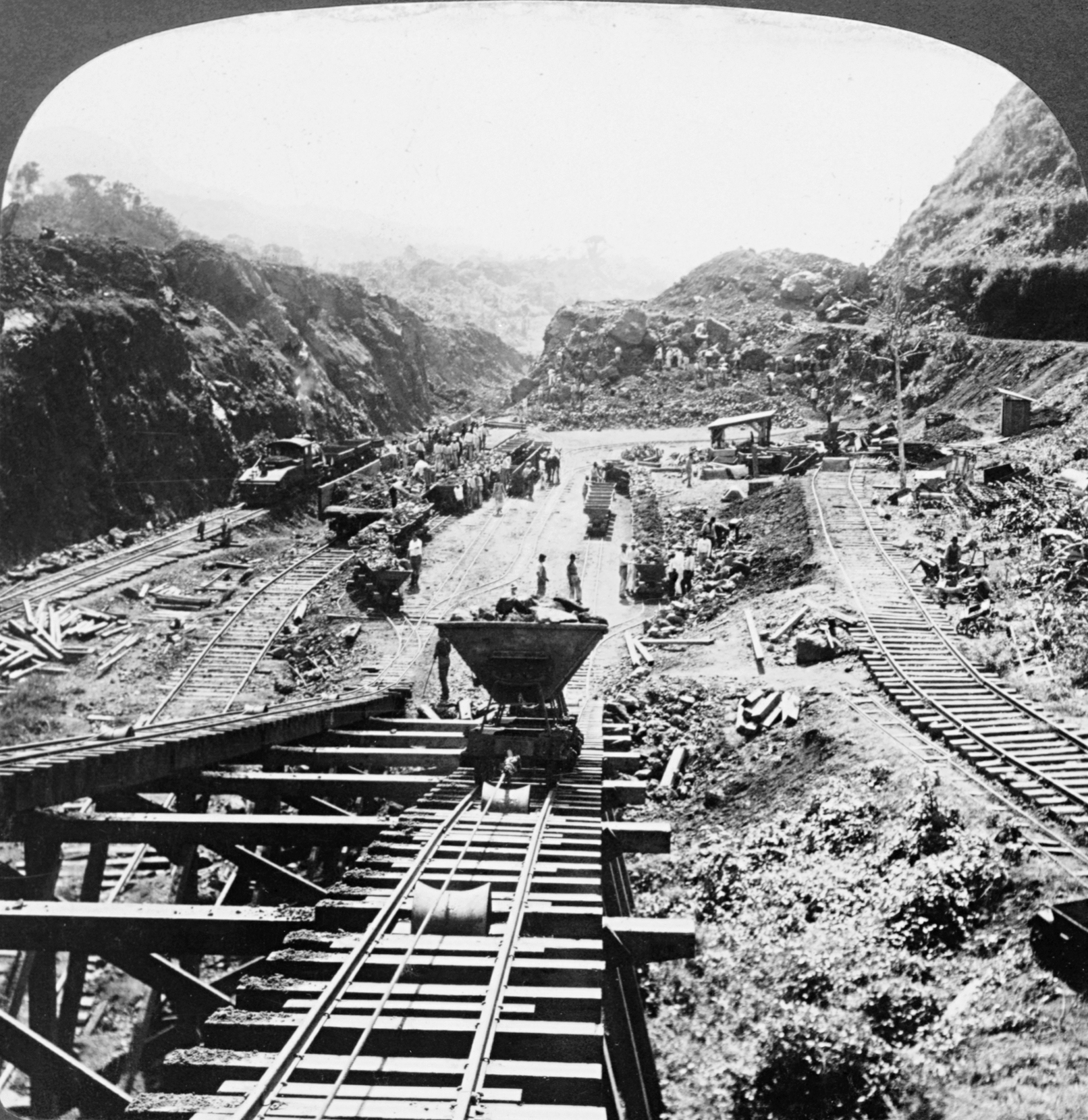
خط سكة حديد بناء قناة بنما

يتم تصميم خطوط السكة الحديد أحيانًا لتكون متنقلة ويمكن تحريكها من مكانٍ لآخر حسب الطلب، فقد كانت خطوط السكة الحديد تنتقل حول أعمال الحفر أثناء بناء قناة بنما، وبلغ طول هذه الخطوط 5 ft (1,524 mm) وكانت عربات السكة الحديد كاملة الحجم، كما تم استخدام خطوط السكة الحديد المتنقلة في مناجم الحفر المفتوحة في بعض الأحيان.
وظلت سكك حديد القصب تستخدم خطوط سكة حديد دائمة غالبًا للخطوط الرئيسية، بالإضافة إلى خطوط متنقلة تخدم في حقول القصب نفسها، وكانت هذه الخطوط ذات سك (عرض ضيق) (مثل، 2 ft (610 mm)) وجاء خط السكة الحديد المتنقل على شكل خطوط مستقيمة ومنحنيات وتحويلات إلى حدٍ ما كما في السكة الحديد النموذجية.
وكانت شركة دوكوفيل مصدرًا لعديد من خطوط السكة الحديد الخفيفة المتنقلة، والتي كانت تُستخدم لأغراضٍ عسكرية.
وقد تم تسمية خطوط السكة الحديد الدائمة بهذا الاسم لأن الخطوط المؤقتة كانت تُستخدم في الغالب في بناء تلك الخطوط الدائمة.

## عرض السكة الحديد

قياس عرض قضيب السكة الحديد

أثناء بدايات قضيب السكة الحديد، كان هناك اختلاف واضح في العرض الذي تستخدمه النظم المختلفة، أما في الوقت الحالي، فتستخدم 60% من سكك الحديد حول العالم عرضًا قياسه 1,435 mm (4 قدم و 5و8 بوصة)، معروفًا باسم القياسي أو العرض العالمي،[بحاجة لمصدر] وتُسمى مقاييس العرض الأوسع من العرض القياسي بـالعرض الواسع، أما المقاييس الأضيق منه فتُسمى بـالعرض الضيق، وتحتوي بعض امتدادات خط السكة الحديد على عرض مزدوج بثلاثة (أو أحيانًا بأربعة) قضبان متوازية في مكان القضيبين المعتادين؛ كي تسمح لقطارين ذوي مقياسي عرض مختلفين باستخدام نفس الخط.
ويمكن لعرض السكة الحديد أن يختلف على نطاق من المقاييس بأمان؛ فمثلاً، تسمح معايير الأمان الفيدرالية بالولايات المتحدة للعرض القياسي بأن يختلف من 44 قدم و 8 بوصة (1,422 mm) إلى 44 قدم و 5و9 بوصة (1,460 mm) لتشغيل حتى 60 mph (96.6 كم/ساعة).

## صيانة خط السكة الحديد

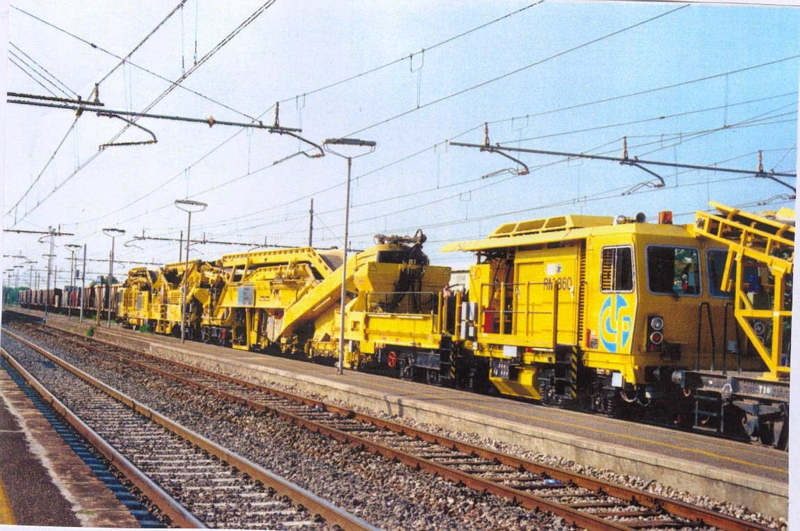
صيانة معدات الطريق في إيطاليا

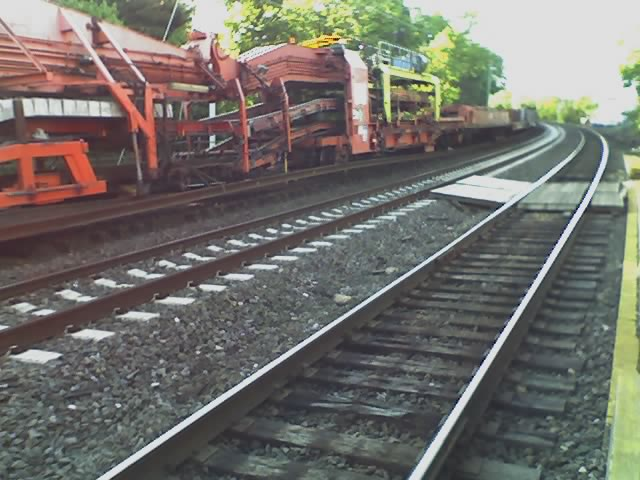
قطار استبدال رابطة في بنسيلفانيا

يحتاج خط السكة الحديد إلى الصيانة المنتظمة كي يظل في حالةٍ جيدة، خاصةً عندما يشتمل على قطارات عالية السرعة، فربما تؤدي الصيانة غير الملائمة إلى فرض «ترتيب بطيء» (المصطلح الموازي في أمريكا الشمالية هو «التمهُل» أو السرعة القصوى في المملكة المتحدة) من أجل تجنب الحوادث (انظر منطقة تهدئة السرعة). وقد كانت صيانة خط السكة الحديد في وقتٍ ما عملا يدويا شاقًا يتطلب فرقًا من العمال (بالولايات المتحدة: راقصو الغاندي وبالمملكة المتحدة: واضعو الألواح أو رجال خط السكة الحديد، وبأستراليا: خبراء التصليح) الذين استخدموا قضبان تبطين لتصحيح كل ما هو شاذ في المحاذاة الأفقية (الخط) الأفقي لخط سكة حديد، واستخدموا مِدكَّات ورافعات لتصحيح كل ما هو شاذ رأسيًا (السطح)، أما في الوقت الحالي، فقد تيسرت أعمال الصيانة عن طريق مجموعة متنوعة من الماكينات المتخصصة.

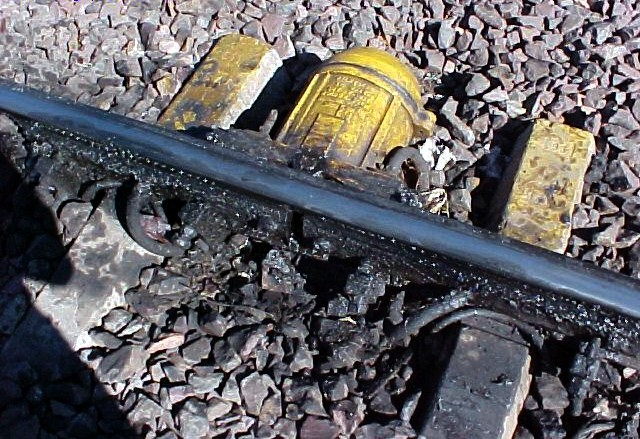
مِزيتات للحافات تقوم بتشحيم حافات العجل لتقليل تآكل قضيب السكة الحديد في المنحنيات الضيقة، ميدلبرغ، مبومالانغا، جنوب أفريقيا

يمكن الاحتفاظ بسطح رأس كلا القضيبين باستخدام مطحنة القضبان.
تشتمل وظائف الصيانة الشائعة على تغيير روابط العبور (الفلنكات)، وشحم المفاتيح وضبطها، وإحكام مكونات خط السكة الحديد المفكوكة، وتسطيح الخط وتبطينه لجعل الأجزاء المستقيمة تظل مستقيمة وتبقى المنحنيات تحت سيطرة الصيانة.
يتم رش الصابورة باستخدام مبيد أعشاب كي لا تنمو الأعشاب خلال الصابورة وتعرقلها، ويحدث هذا عادةً عن طريق قطار قتل أعشاب خاص.
وبمرور الوقت، تُسحق الصابورة (حصى الرصف) أو تتحرك بسبب وزن القطارات التي تمر عليها، ويتطلب ذلك القيام بإعادة تسوية («دك») بصفةٍ دورية وأخيرًا يتم تنظيفها أو استبدالها. وإذا لم يتم ذلك، فمن الممكن أن تتسبب خطوط السكة الحديد بشكلٍ متقطع في التمايل والقيادة الوعرة واحتمالية حدوث خروج للقطارات عن مساراتها، وبدلاً من عملية الدك، يمكن رفع القضبان والفلنكات ثم إعادة إدخال الصابورة تحتها، وللقيام بذلك يتم استخدام قطارات متخصصة تُسَمَّى «نفَّاخة الحجارة».
تستفيد معاينات القضبان من طرق الاختبارات اللا إتلافية لكشف العيوب الداخلية في القضبان، وتتم هذه الاختبارات باستخدام شاحنات للقضيب والطريق مُزودة بشكل خاص بمعدات أو عربات معاينة أو في بعض الحالات باستخدام أجهزة معاينة محمولة باليد.
يجب استبدال القضبان قبل أن يبلى جانب نهاية خط السكة الحديد ويصل إلى درجة يمكن أن تؤدي إلى خروج القطار عن القضبان، ويظل لدى قضبان الخط الرئيسي المهترئة عادةً عمرٌ كافٍ لاستخدامها فيما بعد في خط فرعي، أو خط جانبي أو خط سكة حديد قصير ثم يتم «تواليها» على هذه التطبيقات.
تخلق الأحوال البيئية بمحاذاة خط السكة الحديد نظامًا بيئيًا للسكة الحديد فريدًا من نوعه، وهذا هو الحال خاصةً في المملكة المتحدة حيث تُستخدَم القاطرات البخارية فقط في الخدمات الخاصة في حين لم يتهذب الغطاء النباتي إلى الوراء تمامًا، ويؤدي ذلك إلى خطر وقوع حريق في الطقس الجاف الطويل.
وفي المملكة المتحدة، تستخدم فرق إصلاح خط السكة الحديد المنطقة التي ليس بها صابورة للسير حتى موقع العمل، ولأنها منطقة آمنة فهم يقفون عليها أثناء مرور القطار، وتساعد هذه المنطقة العمال عند القيام بأعمالٍ صغيرة، مع الحاجة إلى استمرار سير القطارات، فلا يحتاجون إلى شاحنة طرق وسكة حديد أو إلى مركبة نقل تسد الخط من أجل نقل الفرقة إلى موقع العمل.

## أساس وتأسيس خط السكة الحديد

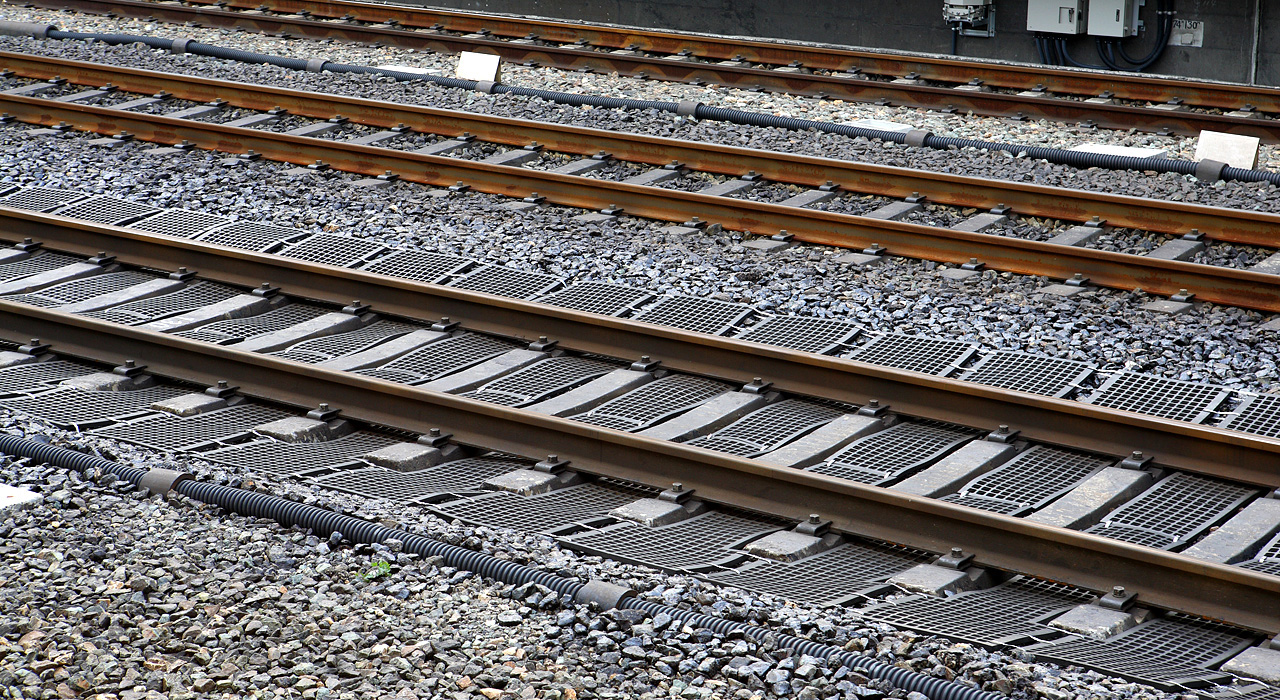
تمت إضافة حصائر في هذا الخط الياباني عالي السرعة لتثبيت الصابورة

يتم وضع خطوط السكة الحديد عامةً على أساسٍ من الحصى صابورة خط السكة الحديد أو أساس خط السكة الحديد، والذي بدوره تدعمه أعمال حفر تم إعدادها ُسابقًا معروفة باسم تشكيل خط السكة الحديد، ويضم التشكيل الأرض الطبيعية وطبقة من الرمال أو غبار الحصى (تنحصر غالبًا في بلاستيك مُحكم) معروفة باسم الدِثار، والتي تحد من النزوح المتصاعد للطين الرطب أو الطمي، وربما تُعد هذه أيضًا طبقات من بنية مقاومة للمياه لمنع نفاذ المياه بداخل الأرض الطبيعية، ويُشكل هذا الخط وهذه الصابورة الخط الدائم، ويمكن استخدام مصطلح «التأسيس» للإشارة إلى الصابورة والتشكيل، أي كل البنى التي يصنعها الإنسان أسفل خطوط السكة الحديد.
ويتطلب وضع خط سكة حديد على طبقة جليدية إجراءاتٍ أخرى مثلما حدث في سكة حديد شينغهاي في التبت، فعلى سبيل المثال، تسمح الأنابيب العرضية خلال الأرض الطبيعية بنفاذ الهواء البارد إلى التشكيل وبالتالي تمنع تلك الأرض الطبيعية من الذوبان.
وتنحدر طبقات الأرض الطبيعية عند أحد الجانبين تقريبًا لتساعد على تصريف المياه، ويمكن وضع صحائف مطاطية كي تساعد على التصريف وتحمي أيضًا صُنع الجسور الحديدية من الإصابة بالصدأ.

## كتابات أخرى
- Pike, J., (2001), Track, Sutton Publishing, ISBN 0-7509-2692-9
- Firuziaan, M. and Estorff, O., (2002), Simulation of the Dynamic Behavior of Bedding-Foundation-Soil in the Time Domain, Springer Verlag.
- Robinson، A M (2009). Fatigue in railway infrastructure. Woodhead Publishing Limited. {{استشهاد بكتاب}}: تجاهل المحلل الوسيط |الرقم المعياري= لأنه غير معروف، ويقترح استخدام |ردمك= (مساعدة)
- Lewis، R (2009). Wheel/rail interface handbook. Woodhead Publishing Limited. {{استشهاد بكتاب}}: تجاهل المحلل الوسيط |الرقم المعياري= لأنه غير معروف، ويقترح استخدام |ردمك= (مساعدة)

## وصلات خارجية
- Table of North American tee rail (flat bottom) sections
- ThyssenKrupp handbook, Vignoles rail
- ThyssenKrupp handbook, Light Vignoles rail
- Track Details in photographs
- "Drawing of England Track Laying in Sections at 200 yards an hour" Popular Mechanics, December 1930